# Porsche Macan
Porsche Macan  - samochód osobowy typu SUV klasy średniej produkowany pod niemiecką marką Porsche od 2014 roku. Od 2024 roku produkowana jest druga generacja modelu.

## Pierwsza generacja

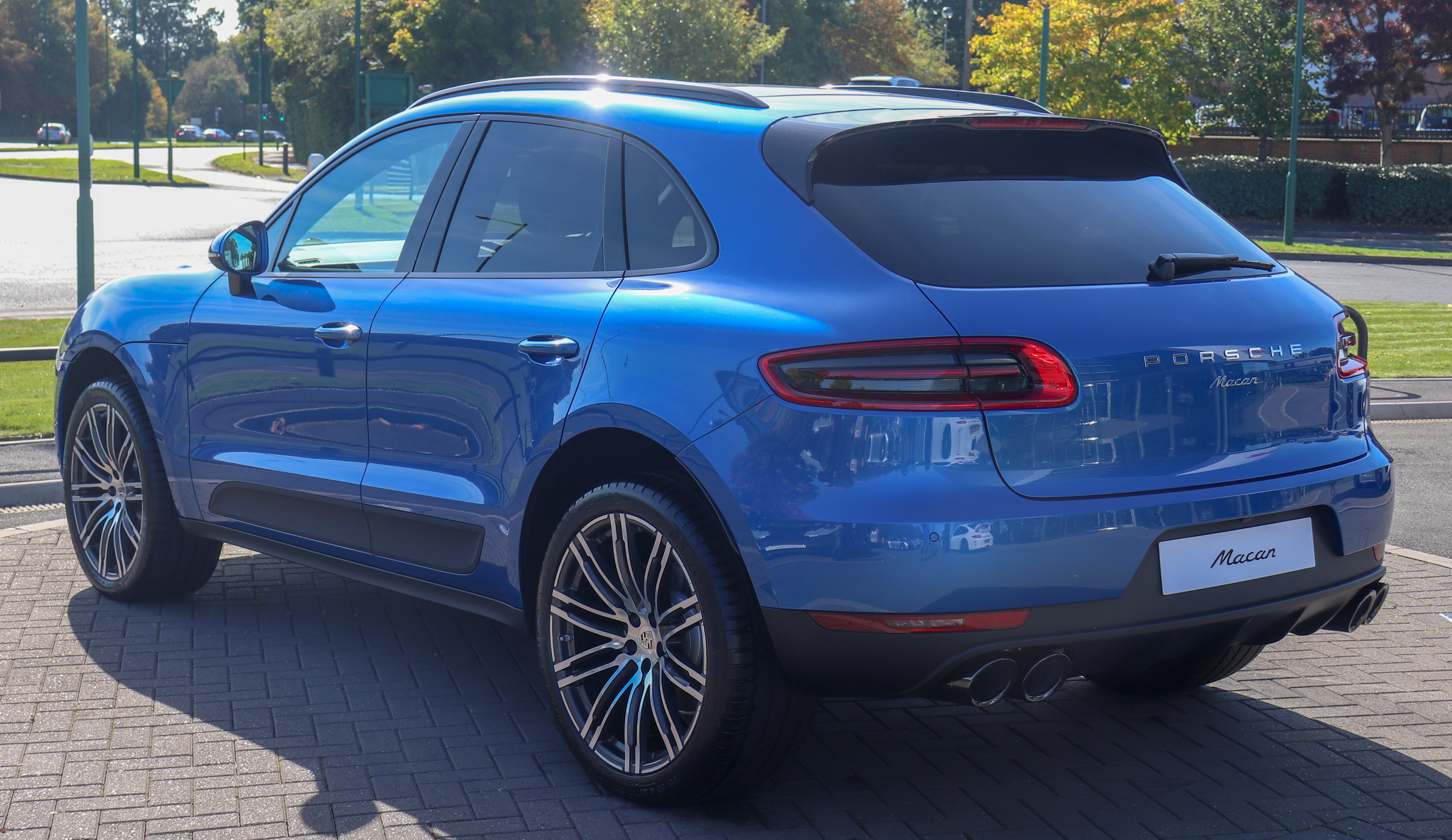
Porsche Macan I - tył

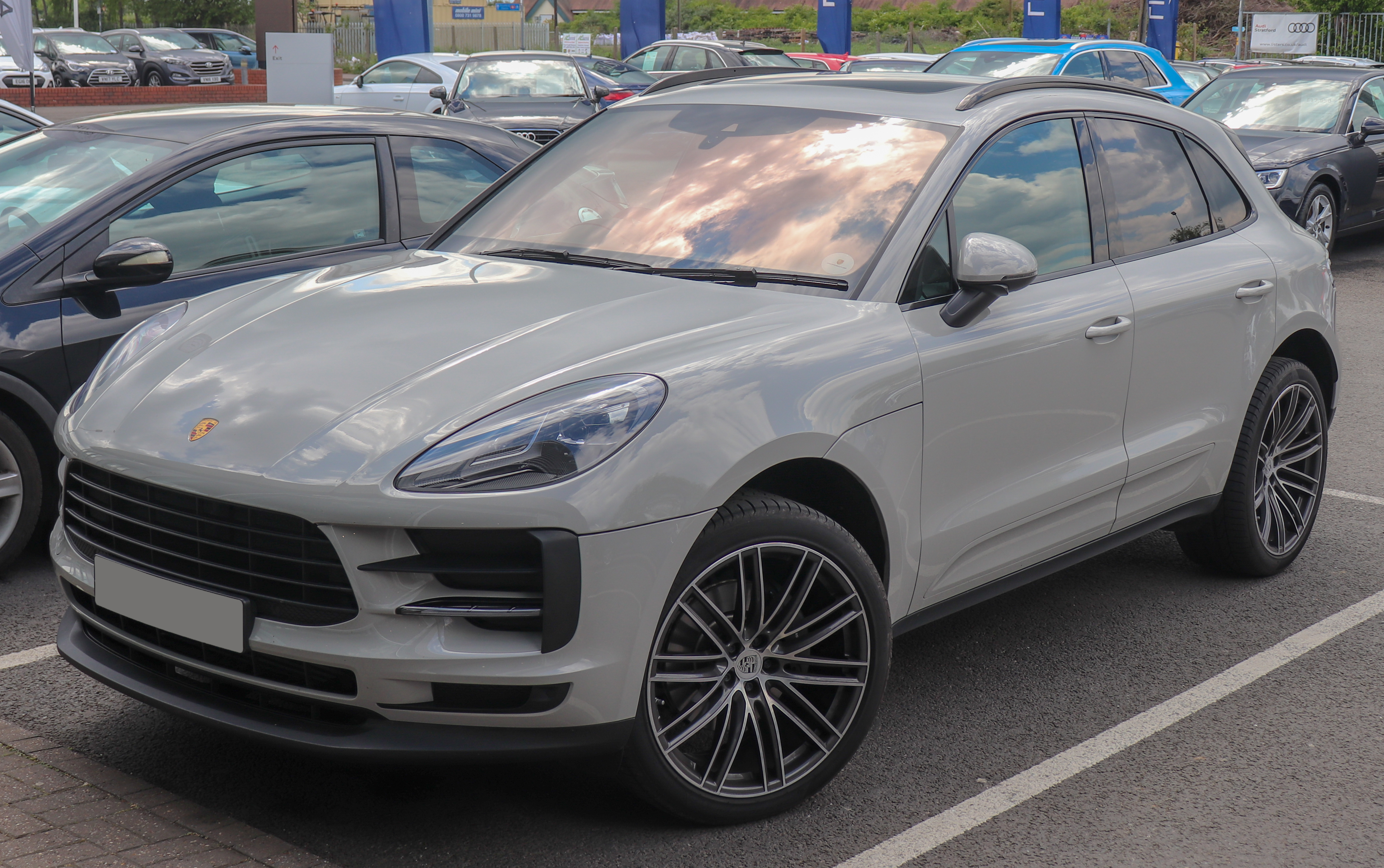
Porsche Macan I po liftingu

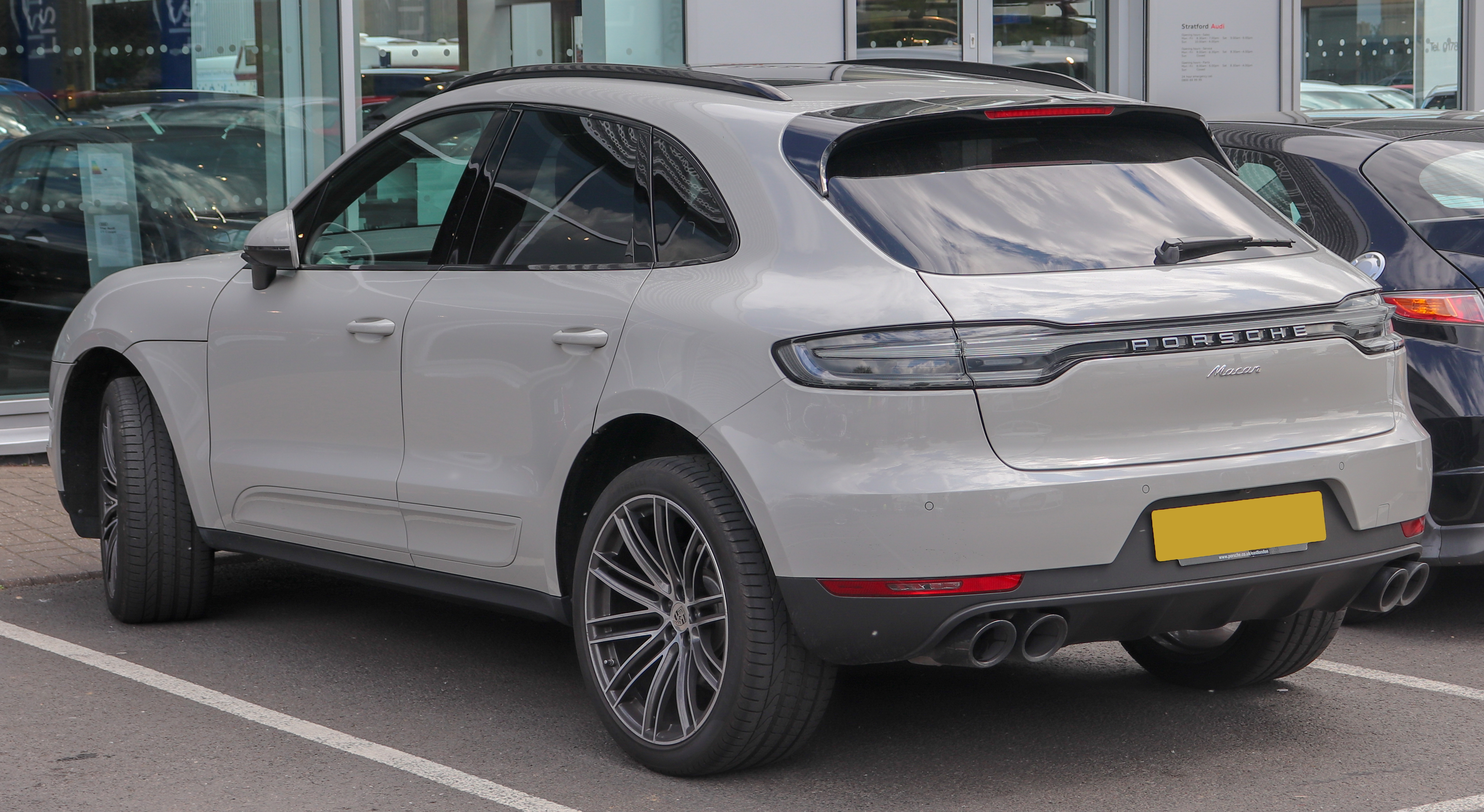
Porsche Macan I - tył po liftingu

Nazwę Macan zaczerpnięto z języka indonezyjskiego. Oznacza ona tygrysa. Pojazd po raz pierwszy został zaprezentowany podczas targów motoryzacyjnych w Los Angeles 20 listopada 2013 roku. Jest to drugie auto typu SUV marki Porsche. Od modelu Cayenne jest węższe i krótsze. Pojazd konstrukcyjnie bazuje na płycie podłogowej modelu Audi Q5. Stylistycznie pojazd jest mniejszym bratem modelu Cayenne. Pojazd otrzymał wyraziste linie, mocniej opadający dach, ale nadal widać po nim masywność i ociężałość sylwetki. Zarówno w roku 2015 (pierwszym pełnym roku obecności tego modelu na rynku), jak i w 2016 Macan był najchętniej wybieranym w Polsce nowym modelem Porsche.
W lipcu 2018 roku Porsche zaprezentowało Macana po gruntownej modernizacji. Samochód zyskał przemodelowane reflektory i inny przedni zderzak, a największe zmiany zaszły z tyłu oraz w środku. Tylne lampy, podobnie do innych samochodów marki, zostały połączone pasem z napisem 'Porsche'. W kokpicie pojawiły się z kolei inaczej ulokowane nawiewy oraz większy, dotykowy ekran do sterowania systemem multimedialnym.

### Wyposażenie[7]
Pojazd jako pierwszy w swojej klasie wyposażony został w system audio firmy Burmester. 
Standardowo pojazd wyposażony jest m.in. w napęd AWD będący częścią systemu Porsche Traction Management (PTM) oraz tryb off-road uruchamiany przyciskiem na konsoli środkowej działający do prędkości 80 km/h, sportową kierownicę z łopatkami do zmiany biegów, 18-calowe obręcze kół ze stopów metali lekkich, automatyczną klapę bagażnika, układ kontroli ciśnienia w oponach, system stabilizacji toru jazdy z ABS, ASR, ABD, MSD i układem stabilizacji przyczepy, Auto Hold, Porsche Hill Control, wskaźniki zużycia kloców hamulcowych, elektryczny hamulec postojowy, system przeciwblokujący ABS, funkcję automatycznego hamowania po kolizji, elektryczne sterowanie szyb z funkcją komfortowego zamykania, ochroną przed zakleszczeniem oraz funkcją impulsowego otwierania/zamykania, elektryczne sterowanie lusterek z funkcją podgrzewania i składania, elektrycznie regulowany fotel kierowcy z 8-zakresową regulacją wysokości siedzenia, kąta pochylenia siedzenia i oparcia oraz ustawienia wzdłużnego, siedzenie przedniego pasażera z 6-zakresową regulacją ręczną, podgrzewane przednie fotele, centralny zamek z pilotem, asystenta parkowania, Porsche Communication Management (PCM) z modułem nawigacji działającym w oparciu o dysk twardy z mapą nawigacji 3D, 7-calowy, kolorowy wyświetlacz WVGA (Wide Video Graphics Array) TFT, radio z podwójnym tunerem RDS i pojedynczym napędem CD/DVD, z możliwością odtwarzania muzyki w formacie MP3, 11 głośników i zewnętrzny wzmacniacz o łącznej mocy 235 W, halogenowe reflektory z automatyczną, statyczną regulacją zasięgu reflektorów i halogenowymi światłami do jazdy dziennej, światła przednie ze światłami pozycyjnymi i kierunkowskazami w technologii LED, światła przeciwmgłowe, asystenta świateł z automatycznym oświetleniem drogi do domu oraz trzecie światło hamowania w technologii LED, światła cofania w technologii LED z adaptacyjnymi światłami hamowania, system koncepcyjnego oświetlenia wnętrza: oświetlenie podręcznego schowka, podświetlenie włącznika zapłonu, oświetlenie wnętrza z przodu z oświetleniem do czytania, oświetlenie do czytania z tyłu z lewej i prawej strony, oświetlenie bagażnika, układ trzystrefowej klimatyzacji z oddzielną regulacją temperatury dla kierowcy i przedniego pasażera oraz automatycznym sterowaniem zamkniętym obiegiem powietrza z czujnikiem jakości powietrza i osobną regulacją ilości powietrza dla kierowcy i pasażerów, przycisk AC-MAX i czujnik wilgotności.
Opcjonalnie pojazd wyposażyć można w zależności od wersji w m.in. 19 i 20-calowe alufelgi, pneumatyczne zawieszenie z systemem samopoziomowania, regulacji prześwitu i Porsche Active Suspension Management (PASM), kamerę cofania, tempomat, fotochromatyczne lusterko wewnętrzne i zewnętrzne, system dźwiękowy BOSE Surround Sound System z 14 głośnikami, subwooferem i 9-kanałowym wzmacniaczem o łącznej mocy 545 W, biksenonowe reflektory główne z Porsche Dynamic Light System (PDLS) ze statycznymi i dynamicznymi światłami kierowanymi, sterowaniem światłami w zależności od prędkości, światłami do jazdy przy złej pogodzie, układem mycia reflektorów, dynamiczną regulacją zasięgu reflektorów i 4-punktowymi światłami do jazdy dziennej w technologii LED, światła przeciwmgłowe w technologii LED, podgrzewaną tylną kanapę.

### Silniki
| Wersja                | Pojemność skokowa [cm³] | Typ silnika        | Stopień sprężania  | Moc maksymalna [KM] ([kW]) przy obr./min | Maks. moment obrotowy [Nm] przy obr./min | Przyspieszenie 0-100 km/h [s] | Prędkość maks. [km/h] |                    |                    |
| Silniki benzynowe:    | Silniki benzynowe:      | Silniki benzynowe: | Silniki benzynowe: | Silniki benzynowe:                       | Silniki benzynowe:                       | Silniki benzynowe:            | Silniki benzynowe:    | Silniki benzynowe: | Silniki benzynowe: |
| --------------------- | ----------------------- | ------------------ | ------------------ | ---------------------------------------- | ---------------------------------------- | ----------------------------- | --------------------- | ------------------ | ------------------ |
| Macan                 | 1984                    | R4                 | 9,6:1              | 252 (185)/5000-6800                      | 370/1500-4500                            | 6,7                           | 229                   |                    |                    |
| Macan S               | 2997                    | V6                 | 9,8:1              | 340 (250)/5500-6500                      | 460/1450-5000                            | 5,5                           | 254                   |                    |                    |
| Macan Turbo           | 3604                    | V6                 | 10,5:1             | 400 (294)/6000                           | 550/1350-4550                            | 4,8                           | 266                   |                    |                    |
| Silniki wysokoprężne: |                         |                    |                    |                                          |                                          |                               |                       |                    |                    |
| Macan S Diesel        | 2967                    | V6                 | 16,8:1             | 258 (190)/4000-4250                      | 580/1750-2500                            | 6,3                           | 230                   |                    |                    |

## Druga generacja
Porsche Macan II zostało zaprezentowane w 2024 roku.

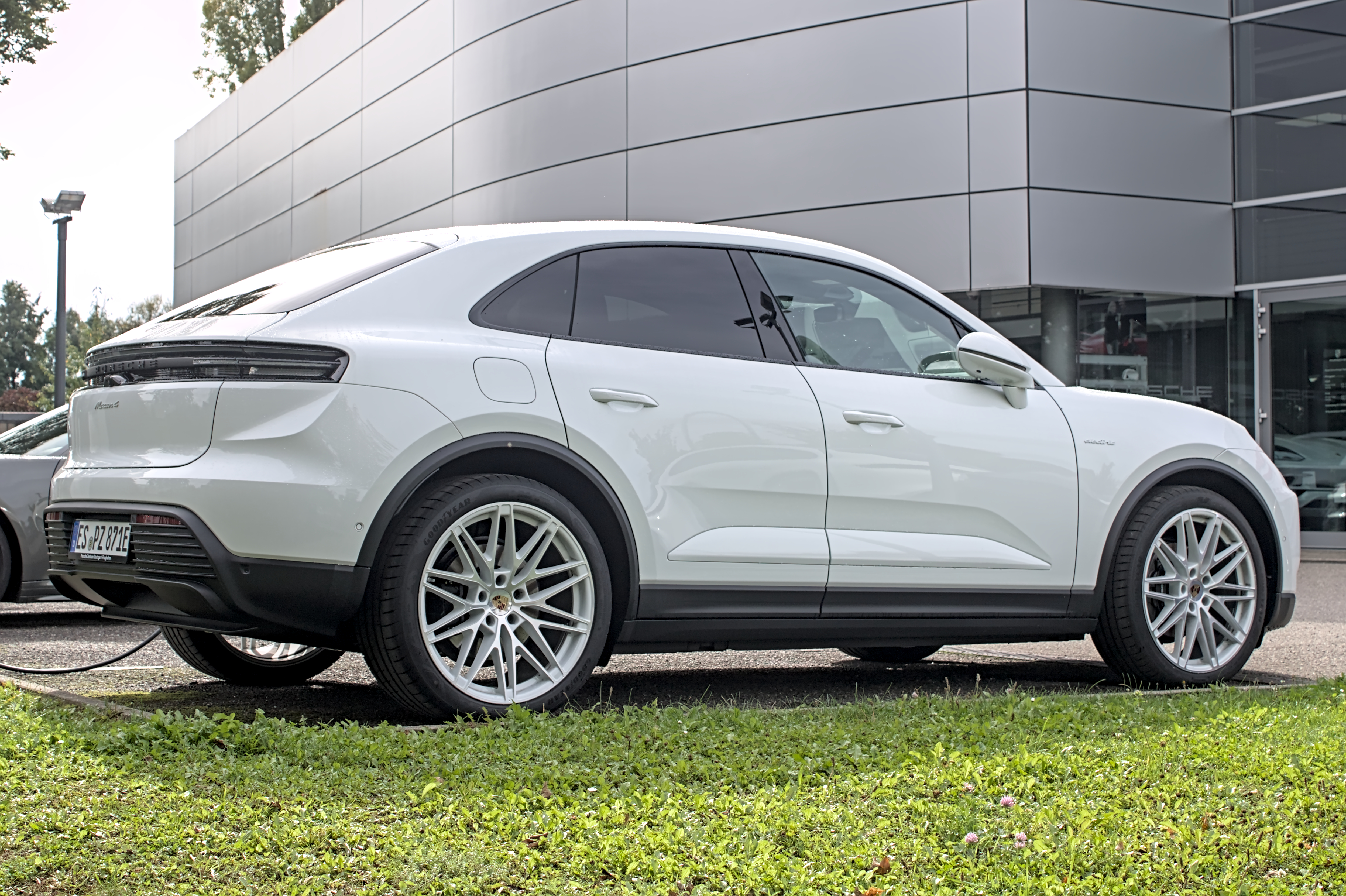
Porsche Macan II - tył

Nowa generacja modelu jest dostępna tylko z napędem elektrycznym. W Europie będzie dostępny z dwoma silnikami. Macan 4 generuje maksymalnie 408 KM mocy. Natomiast Macan Turbo aż 639 KM.